# 宗政潤一郎
宗政 潤一郎（むねまさ じゅんいちろう、1957年7月30日 - ）は、日本の元サッカー選手、サッカー指導者（JFA Proライセンス、旧称：JFA 公認S級コーチ）。広島県広島市中区出身。武蔵大学卒業。現在、日本サッカー協会参与、評議員、中国サッカー協会 (日本) 会長、広島県サッカー協会会長。サッカー解説者。テレビ&ラジオコメンテーター。
テレビ番組「MIKASAサッカーナビ ミカサッカー～ちゅピCOMひろしま～」レギュラーコメンテーター。2024年10月6日、広島県サッカー協会100周年記念式典で、100周年を記念して設けられた「広島県サッカー殿堂」11名の中の1人として表彰され、広島サッカースタジアム（エディオンピースウイング広島）内にある広島サッカーミュージアムにレリーフが設置された。

## 来歴
1957年7月30日、弁護士・宗政美三（日本弁護士連合会副会長，広島県弁護士会会長、広島市法律顧問等）の長男として広島県広島市中区に生まれる。大学卒業後、周りから政治家への道を勧められたが実現しなかった。

### 競技歴
サッカーが盛んな広島に生まれ、広島大学附属東雲小学校の時にボールを蹴り始めた。広島大学附属東雲小学校・中学校では優秀選手にも選ばれる実力であったが、政治家になることを希望していた父親の反対により、一旦サッカーを断念する。その後約2年間のブランクを経て、名門・広島国泰寺高校2年生の6月に遅まきながら復帰した。大学は、サッカー推薦入学の話が幾つもあったものの、敢えて一般入試を選択し、武蔵大学（学校法人根津育英会武蔵学園）に入学した。大学でも部活動は継続したが、当時日本にはプロサッカーがなかった為、サッカー選手は諦めようとしていた。しかし、入社した東洋工業（現マツダ）で熱心な勧誘を受け、紆余曲折あったが結局本気でサッカーに打ち込むことになった。1989年迄選手として全国レベルの大会にも数多く出場して活躍した。

### 指導歴
1990年、マツダSC東洋クラブ［当時日本サッカーリーグ・マツダサッカー部（サンフレッチェ広島の前身）下部組織の若手育成チームで、Jリーグ発足に向けて優秀な選手が沢山在籍していた］の監督に抜擢される。その後、Jリーグ・サンフレッチェ広島の発足に伴い、新生マツダサッカー部の監督に任命され、1999年に退く迄社会人サッカーの全国トップレベルのチームの指導者として活動した。その間、広島県国体代表チームの監督にも数度任命され、広島県のサッカーの向上に努めた。
2001年にマツダを退社し、2015年迄プロのコーチとして、MUNE広島FCの代表者の傍ら、広島県サッカー協会の各種委員、テレビ解説等、幅広く活動。毎年1～2回イタリア等のヨーロッパに直接出向き、最先端のサッカーを研究した。
2005年日本サッカー協会 JFA Proライセンス（旧称：JFA 公認S級コーチ ～ Jリーグ及び日本代表の監督資格）に認定された。広島県では、初のサンフレッチェ広島関連以外の認定者となる。
～主な戦績（中国大会以上）～ 
- マツダサッカー部：全国大会3位、西日本大会優勝、中国大会優勝、中国サッカーリーグ優勝（7回） 等
- 広島県国体代表チーム：全国大会入賞、中国大会優勝
- MUNE広島FC：中国大会（D2）優勝、フットサル中国大会優勝（全国大会出場）

### サッカー関係の役職
1997年より広島県サッカー協会の各種委員を歴任。2016年に事務局長、2018年に専務理事、2020年に副会長兼専務理事、2024年には会長に就任した。その他にも、日本サッカー協会参与、中国サッカー協会 (日本) 会長等、多くの要職を務める。
- 日本サッカー協会参与、評議員、マッチコミッショナー

〜天皇杯実施委員・競技会委員（シニア大会部会長）・理事・常務理事を歴任〜
- 中国サッカー協会会長

〜理事・専務理事を歴任〜
- 広島県サッカー協会会長

〜技術委員（第1種技術委員長）・広島県社会人サッカー連盟委員（技術委員長）・総務委員長・天皇杯/全広島実施委員長・事務局長・特任理事  ・専務理事・副会長兼専務理事を歴任   〜
- トップス広島（広島トップスポーツクラブネットワーク）理事
- サンフレッチェ広島後援会副会長
- 広島県スポーツ協会評議員

### 資格
- 日本サッカー協会 JFA Proライセンス（旧称：JFA 公認S級コーチ）

### 出演
- テレビ／NHK「お好みワイドひろしま」Jリーグコーナー （2009年）、NHK・ちゅピCOM「天皇杯サッカー」（2019年～　）、NHK・ちゅピCOM「天皇杯サッカー広島県大会決勝」（2006年～　）、NHK「全国高校総体（インターハイ）サッカー広島県大会決勝」（2006年）、ちゅピCOM「MIKASAサッカーナビ　ミカサッカー」（2021年～　） 等多数
- ラジオ／ＦMちゅーピー「リュケイオン研究塾（リュケカフェ）」（2021年）、「ムネ ザ トークR]（2024年〜　） 等

### その他
- 「広島県サッカー殿堂」表彰者
- イタリア［セリエA (サッカー) ］指導者研修修了者
- JFA Proライセンス（旧称：JFA 公認S級コーチ）海外研修修了者／イタリア・インテルミラノ（セリエA）
- 広島県「ひろしままなびネット」登録指導者
- マツダスペシャリストバンク登録指導者

## 所属クラブ
- 1982年 - 1999年：マツダSC
- 2000年 - 2015年：MUNE広島FC

## 人物
高校1年生の時、学校近くの本通り（広島の繁華街）を通学中に、俳優にならないかとスカウトされた。
無類の車好きで、大学卒業後Ｕターンして地元の自動車メーカー・東洋工業（現マツダ）に入社したのもその影響が大きい。入社から退社迄の20年間一貫して購買本部に所属し、自動車部品及び資材の調達（バイヤー業務）等を担当した。
趣味はイタリア車。2001年のマツダ退社後、サッカーの仕事で度々イタリアを訪問する内、イタリア車の魅力に取り憑かれる。一方で、芸能界の大御所・堺正章の影響を受けて（昔から様々な影響を受けて来た）、クラシックカーにも興味を持ち始める。堺正章とは師弟関係にあり、常時アドバイスを受けたり、何かにつけて行動を共にする間柄であるが、それにより益々クラシックカーに没頭していった。2011年から2015年に掛けて、春（関西）・秋（関東）2回行われるラ・フェスタ・ミッレミリア（本場イタリアのクラシックカーイベント・ミッレミリアの日本版で、堺正章、近藤真彦、鈴木亜久里、横山剣、清水國明等が常連）への出場が認められ、毎回参戦した。2012年12月、ヴェテランカークラブ東京（会長：堺正章）の会員に登録される。2013年5月、堺正章の多大な尽力により、狭き門の本場イタリア・ミッレミリアへの出場を果たした。翌年の2014年にも連続出場している。2024年3月、堺正章が代表を務める「Club Rotondo」主催によるクラシックカーイベント「SUPER MUSEUM」が開催され、世界に誇ることの出来る希少なクラシックカー20台だけが招待を受け、その内の1台として参加した。
食も趣味の一つ。世界の食文化に造詣が深く、2018年2月に、フランス・パリに本部があるラ・シェーヌ・デ・ロティスール協会の日本本部副会長を務める堺正章の推薦を受けて、当協会の会員に名を連ねた。当協会は、素晴らしい料理とワインの真価を認める、世界中の料理人や美食家達からなる、伝統と格式を持った国際美食団体（騎士団）。会員になるためには、2名の会員の推薦を必要とし、指名を受けた後、フランス評議会において正式に就任を認められなければならない。協会員には、ロティ調理人の誓いを立てた上で、フランス本部よりその階位を表す記章が与えられる。2023年2月、理事会の承認を受け、シュヴァリエ ダム デ ラ シェーヌからオフィシエに昇格した。

## 参考資料
- MUNE広島FCスタッフプロフィール
- テレビ番組表・ＮＨＫ